# 週刊Nanだ!Canだ!
週刊Nanだ!Canだ!（しゅうかんなんだ!かんだ!）は、1990年10月6日から2003年3月29日まで北海道テレビで放送されていた、情報番組である。

## 番組概要
企業の宣伝をメインとする、パブリシティの情報番組であり、行楽や、映画、買い物等の情報を放送していた。ジャンルを問わず何でもかんでも放送する番組であるため、このような番組名がついた。
鈴井貴之が商品・デパート・店を紹介するドラマ形式のコーナーのキャスティング・企画・構成を担当しており、安田顕ら鈴井主宰の劇団OOPARTSの団員が出演していた。安田はこの番組がテレビ初出演となった。なお、同じくHTBの『水曜どうでしょう』の「過去のマル秘映像 一挙公開」では、本番組内で鈴井が坂本龍馬役を演じた、JR北海道のスーパーとかちの開通を記念したミニドラマ「竜馬が疾る!」が放送された。

## 放送時間
（出典：）
| 放送期間   | 放送期間   | 放送時間（日本時間） |
| ---------- | ---------- | -------------------- |
| 1990.10.06 | 1992.03.28 | 土曜 10:25 - 10:55   |
| 1992.04.04 | 1995.03.25 | 土曜 10:30 - 11:00   |
| 1995.04.01 | 1998.03.28 | 土曜 10:25 - 10:55   |
| 1998.04.04 | 2003.03.29 | 土曜 10:30 - 11:00   |

## 主な出演者
- 鈴井貴之
- 伊藤亜由美
- かみむらしんや
- 武田晋
- 安田顕（TEAM NACS）[10]

### アナウンサー
- 谷口直樹
- 吉田みどり
- 佐藤麻美
- 五十嵐いおり
- 野村はづき
- 漣彰人
- 金子哲俊

## スタッフ
- プロデューサー：林亮一
- ディレクター：杉山順一
- コーディネート：土井巧[8]
- エンディングテーマ：キセル「雪の降る頃」[11]